# Romulea florentii
Romulea florentii là một loài thực vật có hoa trong họ Diên vĩ. Loài này được Moret mô tả khoa học đầu tiên năm 2000.